# Euryparyphes gharbensis
Euryparyphes gharbensis is een rechtvleugelig insect uit de familie Pamphagidae. De wetenschappelijke naam van deze soort is voor het eerst geldig gepubliceerd in 1987 door Defaut.